# Светлое Озеро (Марий Эл)
Светлое Озеро (горномар. Соты йӓр) — посёлок в Юринском районе Республики Марий Эл. Входит в Быковское сельское поселение.

## География
Находится в юго-западной части республики Марий Эл на левобережье Волги на расстоянии приблизительно 12 км по прямой на северо-запад от районного центра посёлка Юрино.

## История
Впервые упоминается в 1816 году как промышленное поселение при стекольном заводе Шереметевых. В 1859 году в деревне Стеклоозерский завод было 22 двора с населением 199 человек. В середине XIX века на заводе было занято до 60 человек. В 1960-е годы в посёлке насчитывалось 20 дворов. Жители занимались добычей и транспортировкой живицы для Юринского химлесхоза.

## Население
Население составляло 1 человек (русские 100 %) в 2002 году, 2 в 2010.